# T-70坦克
T-70輕型坦克是蘇聯紅軍於第二次世界大戰中使用的輕型坦克，用來取代T-60的偵查與T-50支援步兵的用途。其2種衍生車一為T-80輕型坦克是一種更先進的T-70改裝車，裝有雙人砲塔，而它直到蘇聯放棄輕型坦克時，僅有少量被生產了出來。而另一種則為T-90自走防空砲，其以T-70的底盤和雙聯機槍結合而成的。
T-70裝載口徑45公釐的38型L/46坦克砲，並載有45發彈藥；以及一座7.62公釐同軸DT重機槍。該坦克共有2名乘員，一位為駕駛，另一位是車長，車長還要兼職裝填手與砲手的工作。該車砲塔前裝甲為60公釐、車體前方與兩側為45公釐、車體後部與砲塔兩側為35公釐，而砲塔頂與車頂部為10公釐。

## 生產歷史
到了1942年，輕型坦克被紅軍認為是無用的武器，它們無法匹敵T-34中型坦克的性能，其武器也無法傷害大部分的德國坦克，但它們能夠以那些無法處理重型與中型坦克機具的小工廠進行生產。T-70為缺點繁多的T-60偵查坦克代替品，T-60的機動性差、裝甲薄弱，20公釐砲火力亦不足。T-70也取代了生產時間極短的T-50輕型步兵坦克，該坦克有著設計複雜，生產成本高的缺點。
T-70坦克是由基洛夫市的第38號工廠的尼古拉斯·阿索托夫（Nicholas Astrov）設計團隊研發的作品。
第一批生產出來的T-70坦克裝有2座GAZ-202汽車引擎，配置在車體的兩側，各控制一邊的履帶。這被認為是一個嚴重的問題，甚至在發放到部隊前就已得到此結論。很快地，設計局又重新設計了一個新型號—T-70M（儘管它仍持續被稱作T-70），其2座引擎被改為同軸相接，並置於車體右側，此外還裝了標準的傳動裝置與差動齒輪。其錐形砲塔被一個更簡易的全焊接砲塔所取代，並將其位置移到了車體左側。
奇怪的是，當T-70的生產線重新設計過後，SU-76也開始生產出了一樣令軍方不滿意的非同步雙引擎設計，之後也被重新設計，命名為SU-76M。
T-70於1942年3月開始在第37號機械工廠生產，以及與T-60的高尔基汽车厂(GAZ)和第38號工廠生產線一起生產。T-70於1942年9月完全取代了T-60的生產工作，雖然該坦克仍然持續使用直到戰爭結束。T-70的生產一直到1943年10月時終止，共完成了8,226輛。
1942年4月，T-70早期版本所擁有的錐形砲塔改成了新的全焊接砲塔。最終型號的T-70擁有兩座85匹馬力GAZ-203引擎、一具4號車長用潛望鏡，取代了原本的視狹縫，該車還有做了其他部份的改良。
T-70一直持續服役至1948年。

### 輕型坦克的沒落

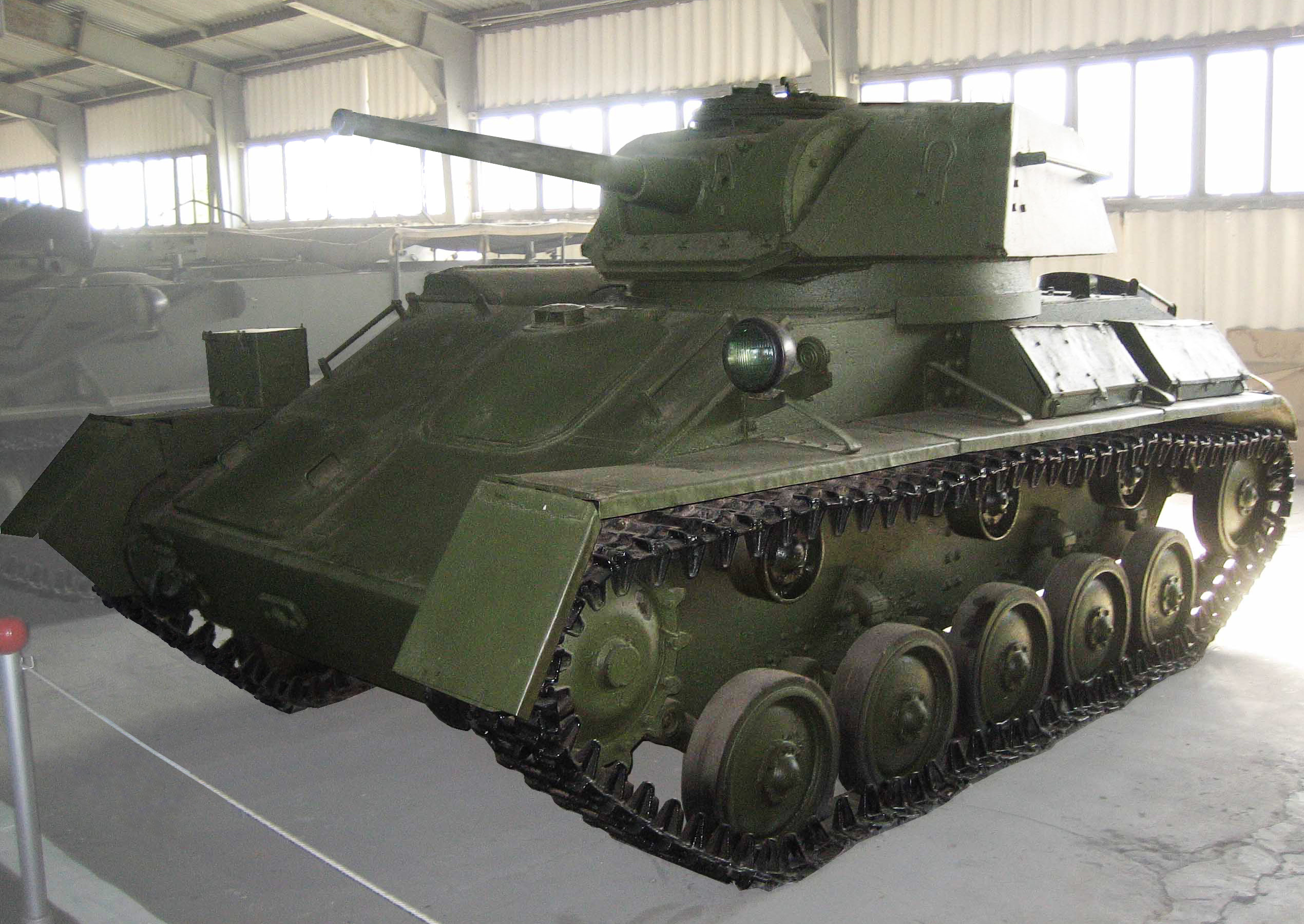
T-80

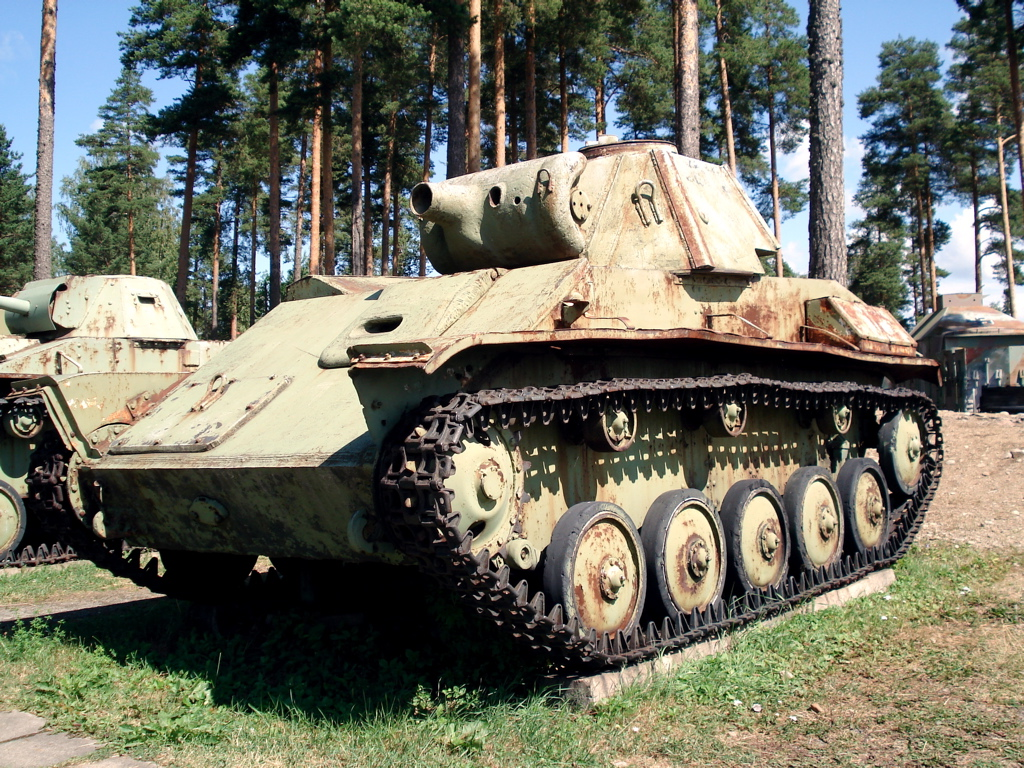
於帕羅拉坦克博物館展示的T-70（這輛車上的主砲砲管已不翼而飛）

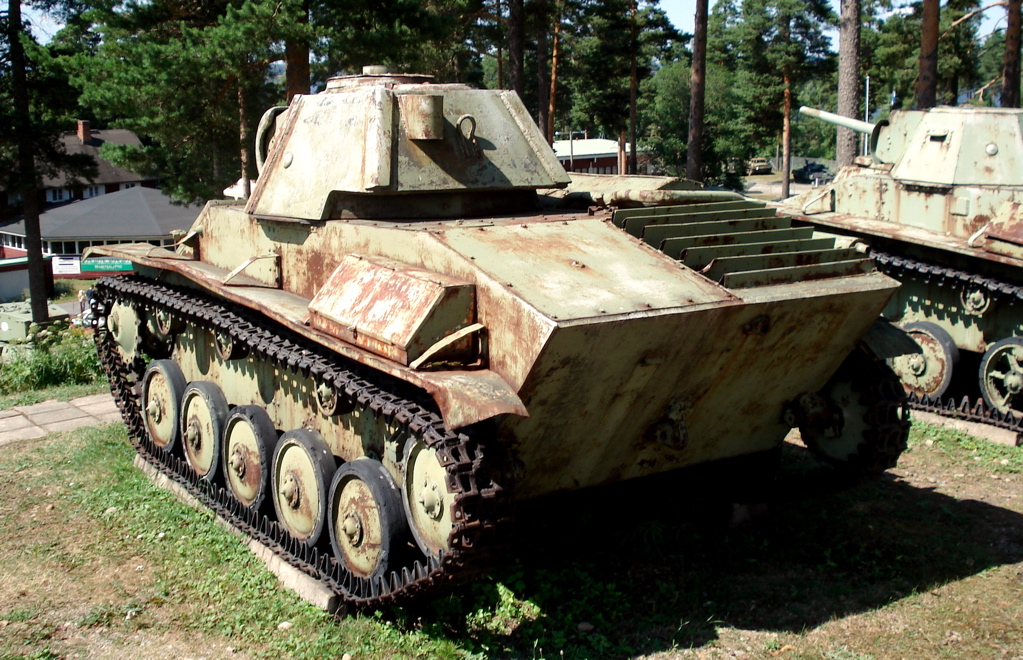
帕羅拉坦克博物館展出的T-70後照圖。

蘇軍根據實戰經驗，發現單人砲塔的蘇聯輕型坦克要協調整個坦克排的作戰是幾乎不可能的，原因是車長工作負擔太大、過於忙碌，要負責搜尋目標、裝填砲彈、指揮駕駛和操縱主砲與機槍開火的工作。
步兵坦克的功用也被認為已經過時，SU-76自走砲更適合支援步兵的任務，它的76.2公釐砲可以發射大型的高爆彈。SU-76還能以輕型坦克的車體來生產，有效利用資源。 
為了彌補其不足，設計局又設計了更先進的T-80輕型坦克，其擁有遠比T-70大上許多的雙人砲塔。但因為租借法案中提供的裝甲車遠比輕型坦克更適任偵查與聯絡的任務。因此，所有的輕型坦克生產工作於1943年10月取消，總共只有120輛T-80被生產了出來。之後戰爭期間蘇軍就沒有再發展輕型坦克了。
1943年11月，蘇聯紅軍坦克單位被重組：輕型坦克被T-34和一個月後開始生產的新型T-34-85所取代，而輕型坦克則被使用於自走砲和其他的單位中。
蘇軍後來在1945年開始研發兩棲輕型坦克，催生出了1954年推出的PT-76兩棲坦克。

## T-90自走防空砲
蘇聯於二戰初期缺乏自行防空系統。第一種正規的防空載具是在1942年所研製，將雙聯的12.7公釐DShK重機槍槍塔與光學瞄準器裝載在T-60上。同時，T-70也被採納了以其為主體，開發出T-90自走防空砲的計畫。但這個方案在1943年被取消了，改採用搭載1939式61-K型37毫米高射炮的ZSU-37 （页面存档备份，存于）自走防空砲，該車用的是SU-76突擊砲的底盤。

## 資料來源
1. ↑  Zaloga 1984, p 184.
2. ↑  Russian Tanks and Armored Vehicles 1917-1945，Wolfgang Fleischer著，1999年出版。